# جون ليمان
جون فرانسيس ليمان (بالإنجليزية: John Francis Lehman) (و. 1942 – م) ضابط، ومصرفي استثماري وكاتب أمريكي شغل منصب وزير البحرية في إدارة الرئيس رونالد ريغان حيث شجع إنشاء 600 سفينة للبحرية . [1] من 2003-2004 كان عضوا في لجنة 9/11. ولد في فيلادلفيا، بنسيلفانيا.
يعمل ليمان حاليا في المجلس الاستشاري للأمن القومي لمركز السياسة الأمنية (CSP)، وعضوا في مجلس الأمناء لمعهد أبحاث السياسة الخارجية (FPRI). عين عضو في لجنة هجمات 09/11، وقد وقع بعض رسائل السياسات التي ينتجها مشروع القرن الأمريكي الجديد. شغل منصب مستشار السناتور جون ماكين لانتخابات الرئاسية عام 2008، [2] [3] وميت رومني في محاولته اعتلاء الرئاسة عام 2012. [4]

## التعليم
ولد في فيلادلفيا، بنسلفانيا، وتخرج من ثانوية لا سال وحصل على شهادة البكالوريوس في العلاقات الدولية من جامعة القديس يوسف في عام 1964، حصل على الشهادة الجامعية كلية كيوس، كامبريدج، ثم التحق بجامعة ولاية بنسلفانيا ليحصل على درجة الدكتوراه .